# Xeroderris
Genre
Xeroderris est un genre de plantes à fleurs dicotylédones de la famille des Fabaceae, sous-famille des Faboideae, originaire d'Afrique, qui compte deux espèces acceptées.

## Liste d'espèces
Selon The Plant List (25 septembre 2018) :
- Xeroderris chevalieri (Dunn) Roberty
- Xeroderris stuhlmannii (Taub.) Mendonca & Sousa